# Кассерес, Кристиан (младший)
Кристиан Слейкер Кассерес Йепес (исп. Cristian Sleiker Cásseres Yepes; род. 20 января 2000, Валенсия, Венесуэла) — венесуэльский футболист, полузащитник клуба «Тулуза» и сборной Венесуэлы.
Отец Кристиана, Кристиан-старший является известным венесуэльским футболистом.

## Клубная карьера
Кассерес — воспитанник клубов «Атлетико Венесуэла» и «Депортиво Ла Гуайра». 9 октября 2016 года в матче против «Атлетико Венесуэла» он дебютировал в венесуэльской Примере, в возрасте 16 лет, в составе последнего. 11 мая 2017 года в поединке против «Сулии» Кристиан забил свой первый гол за «Депортиво Ла Гуайра».
В начале 2018 года Кассерес перешёл в американский «Нью-Йорк Ред Буллз». 15 марта Кассерес был заявлен в фарм-клуб «Нью-Йорк Ред Буллз II». За «Нью-Йорк Ред Буллз II» он дебютировал 17 марта в матче стартового тура сезона USL 2018 против «Торонто II». Свой первый гол за вторую команду «Ред Буллз» он забил 9 июня в ворота «Шарлотт Индепенденс», реализовав пенальти. За первую команду «Нью-Йорк Ред Буллз» в MLS Кассерес дебютировал 29 августа в матче против «Хьюстон Динамо». 6 апреля 2019 года в матче против «Миннесоты Юнайтед» он забил свой первый гол в MLS. 21 февраля 2020 года Кассерес подписал новый многолетний контракт с «Нью-Йорк Ред Буллз».
7 июля 2023 года Кассерес перешёл в клуб французской Лиги 1 «Тулуза». Дебютировал за «Тулузу» он 13 августа в матче стартового тура сезона 2023/24 против «Нанта».

## Международная карьера
В 2017 году Кассерес в составе юношеской сборной Венесуэлы принял участие в юношеском чемпионате Южной Америки в Чили. На турнире он сыграл в матчах против команд Чили, Колумбии, Эквадора, а также дважды против Бразилии и Парагвая. В поединке против парагвайцев Кристиан забил гол.
За основную сборную Венесуэлы Кассерес дебютировал 9 октября 2020 года в матче квалификации чемпионата мира 2022 против сборной Колумбии. Кассерес был включён в состав сборной Венесуэлы на Кубок Америки 2021.

## Достижения
Командные
 «Нью-Йорк Ред Буллз»
- Победитель регулярного чемпионата MLS: 2018